# Камёнко, Валерий Генрих
Валерий Генрих Камёнко (пол. Walery Henryk Kamionko; 14 февраля 1767— 26 августа 1840) — российский католический деятель. Дважды занимал пост апостольского администратора Могилёвской митрополии, в 1826—1828 годах после смерти архиепископа Станислава Богуш-Сестренцевича и в 1833—1839 годах после того, как администратор Ян Шчитт был снят с поста.

## Биография
Происходил из дворянской семьи. Окончил Могилёвскую семинарию, после чего 5 августа 1789 года был рукоположен в священники. Служил в нескольких белорусских приходах, пока в 1802 году не был назначен архиепископом Богуш-Сестренцевичем своим секретарём. Был членом Могилёвского капитула, в 1807 году получил степень доктора богословия Виленского университета.
10 июля 1815 года был назначен вспомогательным епископом Львовской епархии. Получил титул епископа Абдеры, однако епископская хиротония состоялась лишь через два года, 24 июня 1817 года.
В 1826 году после смерти архиепископа Станислава Богуш-Сестренцевича он стал апостольским администратором митрополии. Руководил епархией два года, пока в 1828 году новым митрополитом не был назначен Каспер Цецишовский. Однако преклонный возраст и плохое состояние здоровья не позволяли митрополиту Цецишовскому полноценно исполнять свои обязанности. Де-факто главой митрополии были администраторы: И. И. Грабовский (1828—1829) и Я. Шчитт (1829—1833). После того, как Я. Шчитт в 1833 году был отстранён властями от занимаемой должности, пост администратора вновь занял В. Г. Камёнко. В этот период в связи с подавлением Польского восстания положение католиков в Российской империи резко ухудшилось, массово закрывались католические монастыри и храмы, грекокатолики принуждались к переходу в православие. Не желая идти на компромисс с властями, в 1839 году Камёнко подал в отставку, которая была принята. В том же 1839 году новым архиепископом-митрополитом Могилёва был избран И. Л. Павловский. Камёнко скончался в Могилёве год спустя.